# Conus lizardensis
Conus lizardensis е вид охлюв от семейство Conidae. Видът не е застрашен от изчезване.

## Разпространение и местообитание
Разпространен е в Австралия (Западна Австралия, Куинсланд и Северна територия) и Индонезия (Малуку).
Среща се на дълбочина от 41 до 100,7 m, при температура на водата от 22,7 до 25,7 °C и соленост 35,2 – 35,5 ‰.